# Синагога Юсеф Абад
Синагога Юсеф Абад (перс. کنیسه یوسف آباد‎, ивр. בית הכנסת יוסף-עבד‎) является одной из крупнейших синагог в Тегеране, Иран. Официальное название синагоги Юсеф Абад — синагога Сукат Шалом. Оригинальное здание, где располагается синагога, было завершено в начале 1950-х. С ростом еврейского населения столицы, особенно в районе Юсеф Абад, было решено, что новое здание необходимо. С помощью лидеров местных общин во главе с Авраамом Юсаином строительство нового фасада была завершено в октябре 1965 года. Новая синагога была открыта для публики на Рош а-Шана 5726 года (по еврейскому календарю).
В 1999 году 78-летний кантор синагоги Файзула Мехуобад был приговорён к смертной казни за симпатии к Израилю.
8 февраля 2003 года президент Мохаммад Хатами посетил синагогу Юсеф Абад, став первым президентом Ирана, посетившим синагогу со времен Исламской революции. Во встрече с президентом приняли участие главный раввин Ирана Юсеф Хамадани Коэн, а также представители еврейской общины Ирана Гарун Яшаяи и Моррис Мотамед. В честь события главный раввин Коэн открыл для Хатами арон ха-кодеш со свитком Торы и провёл молитвы.